# ころから
ころからは、東京都北区に所在する出版社。

## 概要
2013年1月11日設立。ピースボートで働いていた後のころかなの代表となる人物が、そこで知り合った出版社の社長より「新しい出版社を立ち上げること」を提案されたことがきっかけでころからを設立。設立までの約5年間は声をかけてきた社長の出版社で修行した。
代表は設立して間もない頃に新大久保のコリア・タウンで行われていたヘイトデモの様子を確かめに行っていた。この時期にはヘイトスピーチの存在は知っていたが、こんなばかげたことは放っておけばよいと思っていた。だが実際に現場に足を運んでみたことで、皆が気持ち良さそうにヘイトスピーチを行っていたことに衝撃を受けた。この時期にはヘイトスピーチに対しては法規制をする議論が行われていたのに対して、ヘイト本は野放しであった。言論の自由は出版社にとっては生命線であることは間違い無く、何を書いても買うのも自由で民主主義社会の根幹を成すが、差別を放置することは民主主義を足元から突き崩すとする。
代表は様々な出版社がヘイト本を世に送り出している時期に企画している反ヘイトの書籍のメンバーに在日韓国人を入れることについて木村元彦に相談をしていた。ここで木村は在日韓国人をメンバーに入れることに反対して、排外主義というのは日本社会で起きていることであるため、それに抗うのは日本社会に生きる人々であり、在日韓国人というだけで頼むべきではないと述べた。そこでこれまでヘイトスピーチとは在日韓国人が対峙する問題だと思っていたのだが、そうではなく日本社会に暮らす人が対峙する問題であると思うようになる。そしてそれと同じように、出版業界において起こっている異常な事柄に対して異議を唱えるのは出版業界の人間であるというのは当然であると思うようになる。
2014年3月には加藤直樹が著した『九月、東京の路上で』を出版する。日本ではヘイトスピーチが問題化された時期に出版された書籍であった。関東大震災の際には朝鮮人や中国人が虐殺されていたという記録が内容である。10月30日には『NOヘイト! 出版の製造者責任を考える』を出版。これはヘイトスピーチと排外主義に加担しない出版関係者の会が著者の書籍である。書店では嫌韓や嫌中の書籍が多く平積みされていた時期に出版された書籍である。このような書籍を売っている店員の思いや、出版業界の人々による意見交換や、表現の自由とヘイトスピーチなどの様々な観点から現状を分析するという内容。
2020年には関東大震災が起きた日である9月1日を前に、関東大震災での朝鮮人の虐殺を知っていただくために関連本のフェアを書店に呼びかけた。このようなフェアを提案した背景には、韓国人や中国人に対するデマや差別を助長するヘイトスピーチやヘイトデモなどへの危機感があったためであった。
2021年6月には人種や民族や性的志向などの違いからの偏見を煽るヘイトについて考える書籍のシリーズを刊行する。この時点でも韓国人を傷付ける嫌韓本がベストセラーとなっていており、この現状を危ぶむために差別を止めるメッセージを発信することを目的として企画された。2020年5月にジョージ・フロイドが白人警察官に首を圧迫されて死亡したことから広まったブラック・ライヴズ・マターに賛同して差別を許さない意思を示すことからもシリーズを刊行することにしていた。